# Карлук (Марказі)
Карлук (перс. قارلوق) — село в Ірані, у дегестані Шагсаван-Канді, у Центральному бахші, шагрестані Саве остану Марказі. За даними перепису 2006 року, його населення становило 0 осіб.

## Клімат
Середня річна температура становить 12,55 °C, середня максимальна – 31,26 °C, а середня мінімальна – -8,80 °C. Середня річна кількість опадів – 250 мм.
| Клімат поселення                              | Клімат поселення | Клімат поселення | Клімат поселення | Клімат поселення | Клімат поселення | Клімат поселення | Клімат поселення | Клімат поселення | Клімат поселення | Клімат поселення | Клімат поселення | Клімат поселення | Клімат поселення |
| Показник                                      | Січ.             | Лют.             | Бер.             | Квіт.            | Трав.            | Черв.            | Лип.             | Серп.            | Вер.             | Жовт.            | Лист.            | Груд.            |                  |
| Середній максимум, °C                         | 6,59             | 8,13             | 13,22            | 19,72            | 24,27            | 29,92            | 31,26            | 30,44            | 25,93            | 19,88            | 13,14            | 7,26             |                  |
| Середня температура, °C                       | −1,11            | 0,44             | 5,52             | 12,02            | 16,57            | 22,22            | 25,75            | 24,93            | 20,42            | 14,40            | 7,62             | 1,78             |                  |
| Середній мінімум, °C                          | −8,8             | −7,26            | −2,17            | 4,30             | 8,88             | 14,53            | 20,27            | 19,44            | 14,94            | 8,91             | 2,13             | −3,72            |                  |
| Норма опадів, мм                              | 34               | 34               | 46               | 35               | 28               | 4                | 1                | 1                | 0                | 11               | 22               | 34               |                  |
| Середньомісячна швидкість вітру, м/с          | 1.46             | 2.20             | 3.12             | 3.18             | 2.67             | 2.58             | 2.85             | 2.48             | 2.23             | 2.23             | 1.93             | 1.32             |                  |
| Середньомісячна сонячна радіація, кДж/м²·день | 8974             | 11867            | 14414            | 18012            | 22103            | 26538            | 26063            | 23709            | 20348            | 14838            | 10757            | 8742             |                  |
| --------------------------------------------- | ---------------- | ---------------- | ---------------- | ---------------- | ---------------- | ---------------- | ---------------- | ---------------- | ---------------- | ---------------- | ---------------- | ---------------- | ---------------- |
| Джерело:                                      |                  |                  |                  |                  |                  |                  |                  |                  |                  |                  |                  |                  |                  |